# Nemesia ungoliant
Nemesia ungoliant là một loài nhện trong họ Nemesiidae.
Nemesia ungoliant được miêu tả năm 2007 bởi Decae, Cardoso & Selden.